# Världsmästerskapen i bågskytte 1971
Världsmästerskapen i bågskytte 1971 arrangerades i York i Storbritannien mellan den 18 och 31 juli 1971.

## Medaljsummering

### Recurve
| Event                          | Guld                                                            | Silver                                                   | Brons                                               |
| Herrarnas individuella tävling | John Williams (USA)                                             | Kyösti Laasonen (FIN)                                    | Wayne Pullen (CAN)                                  |
| Damernas individuella tävling  | Emma Gaptjenko (URS)                                            | Doreen Wilber (USA)                                      | Maria Mączyńska (POL)                               |
| Herrarnas lag                  | USA John Williams Edwin Murray Eliason Larry Smith              | Finland Kyösti Laasonen K. Kyllonen Jorma Sandelin       | Kanada Wayne Pullen Donald Jackson Larry Courchaine |
| Damernas lag                   | Polen Maria Mączyńska Jadwiga Szoszler-Wilejto Irena Szydłowska | Sovjetunionen Emma Gaptjenko N. Lonskay Wirwe Holtsmeier | USA Doreen Wilber Victoria Cook Nancy Myrick        |

### Medaljtabell
| Pl. | Nation        | Guld | Silver | Brons | Totalt |
| --- | ------------- | ---- | ------ | ----- | ------ |
| 1   | USA           | 2    | 1      | 1     | 4      |
| 2   | Sovjetunionen | 1    | 1      | -     | 2      |
| 3   | Polen         | 1    | -      | 1     | 2      |
| 4   | Finland       | -    | 2      | -     | 2      |
| 5   | Kanada        | -    | -      | 2     | 2      |